# Strengberg
Strengberg – gmina targowa w Austrii, w kraju związkowym Dolna Austria, w powiecie Amstetten. Liczy 2 004 mieszkańców (1 stycznia 2014).